# Turcoraphidia fuscinata
Turcoraphidia fuscinata är en halssländeart som först beskrevs av H. Aspöck och U. Aspöck 1964.  Turcoraphidia fuscinata ingår i släktet Turcoraphidia och familjen ormhalssländor. Inga underarter finns listade i Catalogue of Life.